# Denys Puech
Denys Puech (Gavernac comuna de Bozouls, 3 de diciembre de 1854 - Rodez, diciembre de 1942) fue un escultor francés. 

## Biografía
Originario de una familia de agricultores, se inicia como aprendiz con el artesano marmolista François Mahoux en Rodez. En 1872, tras dos años de formación, prosigue su aprendizaje en París con François Jouffroy y posteriormente con Alexandre Falguière y Henri Chapu,siguiendo clases nocturnas en la escuela de Bellas Artes.
En 1881, obtuvo su primer éxito, al ganar el gran Premio de Roma con la obra titulada Tyrtée chantant les Messéniennes (Tirteo cantando a la Messenienes)
En 1883 consigue un nuevo reconocimiento al conseguir el 2º gran Premio de Roma por la obra titulada Diagoras que muere de alegría al enterarse del triunfo de sus dos hijos en los Juegos Olímpicos ".
En 1884, es premiado con el Premio de Roma por la obra titulada Mecencio herido
Desde entonces, realiza numerosos encargos oficiales a lo largo de la Tercera República. Esculpe, entre otras cosas, los bustos de Jules Ferry (1895), Sainte-Beuve (1898), Émile Loubet (1901) y Mussolini (1925). En total, 573 obras son censadas.
Es elegido miembro de la Academia de Bellas Artes del Instituto de Francia en 1905. Es también nombrado caballero de la Legión de Honor el 17 de enero de 1908. Ocupa el puesto de Director de la Villa Médici de 1921 a 1933.
Se casa el 13 de mayo de 1908 con la princesa Anina Gagarine Stourdza (1 de junio de 1865 - 14 de abril de 1918), artista-pintora. Es el hermano de Luis Puech, Delegado por el Sena del 1898 al 1932, Ministro de las Obras públicas del 3 de noviembre de 1910 al 27 de febrero de 1911.
Funda en Rodez en 1903 un museo de las Bellas artes. El edificio, inaugurado en 1910, es concebido en concertación con el arquitecto Boyer para dar valor a sus esculturas.

## Obras
- Aurora, 1900, Museo de Orsay en París
- El Pensamiento, 1902, mármol policromo, París, Museo del Petit-Palais.
- Ninfa de Noche, 1904,
- Monumento que cierra las cenizas de Francis Garnier, Plaza Camille Julian, 6º distrito de París

En 1892, alegoría de Sèvre Niortaise y de la Sèvre Nantesa "en fuentes" en el frontón del hotel de la Prefectura de los Dos Sèvres en Niort (encargo del Estado).
Alegoría en el frontón de central del cuerpo delantero del castillo de Artigny en Montbazon (Indre-et-Loire), edificado de 1919 a 1928 por el perfumero francés François Coty (1874-1934).